# 青山英樹
青山 英樹（あおやま ひでき、男性、1986年〈昭和61年〉8月29日 - ）は、日本のドラマー。スタジオ・ミュージシャン。本名同じ。東京都出身。日本芸術高等学園卒業。既婚。EVER+LASTのドラムスのほか、日本芸術専門学校の講師も務める。2006年にプロドラマーとしてデビュー以降、様々なジャンルのライブやレコーディングで活動している。父は青山純。現在は、Rockon Social Club、NARITA THOMAS SIMPSONのドラム担当。

## 来歴
2005年、葉菜（後のGacharic Spinのメンバー）らとStraight Flushを結成。
2006年、Straight Flushから改名する形でARMERIAを結成。同時期にヤマハ・ドラムスとエンドースメントを行う。
2008年3月、JAM Projectのサポートドラマーとして活動開始。5月、DROWNINGへ加入。12月、YU+KIらとEVER+LASTの活動を開始。
2010年、緒方恵美のライブツアーに初参加。同年に太鼓打ちシンゴ（和太鼓）と井坂茉樹（サックス）とのセッションユニットSMHを結成。
2011年、森久保祥太郎のライブツアーに初参加。
2012年5月、日本芸術専門学校でドラムの講師に就任。
2013年1月、LM.Cサポートとして活動開始。2月、BABYMETALのライブにサポートとして初参加。5月、吉川晃司ライブツアー初参加。
2017年5月、スウェーデンのドラムスティックメーカーWincentからシグネイチャーモデルを発売。
2022年  Rockon Social Clubのメンバーとして活動開始。

## 人物
主にツーバスのドラムセットを使用しているが、ドラムを始めたきっかけは、父・青山純の存在があり、自宅にドラムがある環境で育ったことが主だった理由であるが、中学生で反抗期だった頃に“父親ができないことをやりたいな”と思い、父親がワンバスなので“じゃあ、ツーバスで行こう”と、親とは異なるプレイスタイルのドラマーを目指した。
音楽的趣向の一つに洋楽のHR/HMを挙げており、きっかけは中学時代に友人の母がX JAPANのファンで息子も聴かされており、その友人から薦められたことで、そこからツーバスのYOSHIKIに影響を受け、X JAPANを機にMR. BIGなどを聴き始めたとしている。また、海外の好きなドラマーとして、見せ方も含めてニッケルバックのドラマーと、コーンのドラマーを挙げている。
前述通り、父はプロドラマーの青山純（2013年死去）で、弟の青山友樹もドラマー。

## 使用機材
ドラムセットはYAMAHA製のMaple Custom AbsoluteやBirch Custom Absolute、Recording Custom、Oak customなどを使用している。ペダルもヤマハのFP-720を使用しており、きっかけは過去に使用していたFP-910と同じベルトドライブタイプであったためで、FP-910自体は父が所持していたことや、YOSHIKIが使っていると聞いて使い始めたという。現在は、ツーバスセッティング時ではFP9C、ワンバスセッティング時ではDFP9Cを使用。どちらもチェーンからベルトに変更している。ドラムラックもヤマハのSuper Rack Systemを2013年頃まで使用、その後にカーブパイプを取り入れたHEXRACK IIに切り替える。シンバルはPAiSTe製、ドラムスティックはWincent製のW-5B、シグネイチャーモデルのW-HASを使用。ロックやメタル　の現場で使用しているドラムセット構成は、2バス、3タム、2フロアという多点仕様とチャイナシンバルを三枚セッティングしているのが特徴的で、クラッシュシンバル類は若干高めに設定、エフェクトシンバル類は少なめになっている。

## ライブサポート
- JAM Project[18]
- LAZY
- ランティス祭り
- きただにひろし[19]
- スムルース
- アニうた KITAKYUSHU
- 緒方恵美[20]
- 森久保祥太郎[21]
- B.G.M Festival
- 遠藤正明[22]
- Prico[23]
- KAT-TUN（バンドーズ）
- チャン・グンソク
- 奥井雅美
- 榊原ゆい
- 飛蘭
- 麻生夏子
- LM.C[4]
- BABYMETAL（神バンド）[24]
- YU+KI
- 吉川晃司[25]
- ももいろクローバーZ（ダウンタウンももクロバンド）[26]
- Fuki
- May'n
- MASAKI
- 鈴華ゆう子
- ANIMAX MUSIX OSAKA
- miwa
- 阪本奨悟
- 2_wEi
- 転校少女*（転校バンド）[27]
- 谷本貴義
- 田口淳之介
- B'z
- Little Black Dress
- 成田商事
- 男闘呼組
- 中川翔子
- ORANGE RANGE

など

## レコーディング
- angela シングル『オルタナティヴ』（2009年）

「彼方のdelight」
- GRANRODEO シングル『Can Do』（2012年）

「メズマライズ」
- JAM Project シングル『LIMIT BREAK』（2012年）

「LIMIT BREAK」
「Fight! Fight! Fighting!」
- 鈴村健一 シングル『シロイカラス』（2012年）

「シロイカラス」
- GRANRODEO シングル『DARK SHAME』（2012年）

「DARK SHAME」
- 田村ゆかり アルバム『螺旋の果実』（2013年）

「純愛レッスン」
- クリス・ハート アルバム『Song for You』（2014年）

「最後のラブレター」
「たったひとつの贈り物」
- 三森すずこ アルバム『好きっ』（2014年）

「会いたいよ...会いたいよ！」
- IKUO アルバム『R.E.D.ZONE』（2014年）

「その光へ」
「LONG WAY」
- 水樹奈々 アルバム『SUPERNAL LIBERTY』（2014年）

「アパッショナート」
- ピエール中野（凛として時雨） ミニアルバム『Chaotic Vibes Orchestra』（2014年）

「Animus」
- ももいろクローバーZ シングル『『Z』の誓い』（2015年）

「CHA-LA HEAD-CHA-LA」
- 私立恵比寿中学 シングル『スーパーヒーロー』（2015年）

「ポンパラ ペコルナ パピヨッタ」（五五七二三二〇名義）
- ももいろクローバーZ アルバム『AMARANTHUS』（2016年）

「WE ARE BORN」
- 蒼井翔太 アルバム『S』（2016年）

「S」
「START!!」
- Fuki Commune アルバム『Welcome!』（2016年）

「月が満ちる前に」
「輝く夜へようこそ!」
「I'll never let you down!」
「僕が生きる世界」
「青い季節に」
「未来」
「Sail on my love」
- AKINO with bless4 シングル『cross the line』（2016年）

「cross the line」
※MVに出演
- 鈴華ゆう子 アルバム『CRADLE OF ETERNITY』（2016年）

「永世のクレイドル」
※MVに出演
- 水樹奈々 アルバム『NEOGENE CREATION』（2016年）

「UNLIMITED BEAT」
- 遠藤正明 アルバム『V6遠神』（2017年）

「エンジン」
- 緒方恵美 アルバム『real/dummy』（2017年）

「断鎖-brak-」
- ベイビーレイズJAPAN シングル『バキバキ』（2017年）

「よきよき」
- Q-pitch アルバム『Q-pitchでGO!!』（2017年）

「Q-pitchでGO!! ～自己紹介の歌～」
- Acid Black Cherry アルバム『Acid BLOOD Cherry』（2017年）

「Guilty Cry」
- Fo'xTails シングル『RULER GAME』（2017年）

「最低で最愛なヒカリ」
「curtain」
- ゲームアプリ「ディバインゲート零」テーマソング（2017年）[33]
- 東方神起 アルバム『FINE COLLECTION 〜Begin Again〜』（2017年）

「Bolero <Re-recording version>」
- D-LITE アルバム『でぃらいと2』（2017年）

「Dear Friends」
- CR花の慶次 アルバム『花の慶次10周年記念アルバム』（2017年）

「漢の喧嘩美しく」
- FEST VAINQUEUR アルバム『GENERATION 2 ～7Colors～』（2018年）

「SHADOW」
※MVに出演
- 喜多修平/米倉千尋 シングル『HOWLING SWORD / Promise』（2018年）

「HOWLING SWORD」（喜多修平）
- 西川貴教 シングル『Bright Burning Shout』（2018年）

「Bright Burning Shout」
- 中村月子 配信シングル「むし」（2018年）
- JAM Project シングル『鋼のWarriors』（2018年）

「鋼のWarriors」
- QUARTET NIGHT（劇場版うたの☆プリンスさまっ♪マジLOVEキングダム） シングル『FLY TO THE FUTURE』（2018年）

「FLY TO THE FUTURE」
「THE WORLD IS MINE」
- 崎山つばさ シングル『Crescent Moon』（2018年）

「Crescent Moon」
- でんぱ組.inc シングル『プレシャスサマー!』（2018年）

「プレシャスサマー!」
- 2_wEi（8 beat Story） アルバム『Throne of Despair』（2018年）

「basement」
「Pain - pain」
- つばきファクトリー アルバム『first bloom』（2018年）

「可能性のコンチェルト」
※メイキング動画に出演
- RAISE A SUILEN（BanG Dream!） シングル『A DECLARATION OF ×××』（2019年）

「A DECLARATION OF ×××」
「EXPOSE ‘Burn out!!!’」
- Afterglow（BanG Dream!） シングル『Y.O.L.O!!!!!』（2019年）

「COMIC PANIC!!!」
- Kane Roberts アルバム『The New Normal』（2019年）

「Beginning Of The End」
- Little Black Dress 配信シングル「双六/優しさが刺となる前に」（2019年）[37]

※双六のMVに出演
- Little Black Dress
  - 配信シングル「野良ニンゲン」（2019年）
  - 配信シングル「Mirror/ちょーかわいい」（2020年）
  - 1st アルバム「浮世歌」（2021年）

など
その他、Rey、スムルース、所ジョージ、吉川晃司の作品にも一部の楽曲で参加している。